# لیختنبرگ، اتریش
لیختنبرگ (به آلمانی: Lichtenberg) یک منطقهٔ مسکونی در اتریش است که در ناحیه اورفار اومگبونگ واقع شده‌است. لیختنبرگ ۱۸ کیلومتر مربع مساحت دارد ۶۲۲ متر بالاتر از سطح دریا واقع شده‌است.